# Deileptenia coreiphila
Deileptenia coreiphila är en fjärilsart som beskrevs av Eugen Wehrli 1943. Deileptenia coreiphila ingår i släktet Deileptenia och familjen mätare. Inga underarter finns listade i Catalogue of Life.